# Tønsberg Vikings
Die Tønsberg Vikings ist ein 1963 gegründeter norwegischer Eishockeyklub aus Tønsberg. Die Mannschaft spielt in der 2. divisjon und trägt ihre Heimspiele in der Tønsberg Ishall aus.

## Geschichte
Die Tønsberg Vikings, die 1963 gegründet wurden, spielten ausschließlich unterklassig, zuletzt in der zweitklassigen 1. divisjon, ehe die Mannschaft in der Saison 2011/12 in die GET-ligaen, die höchste norwegische Spielklasse, aufstieg. 2014 zog sich der Verein aus finanziellen Gründen aus der GET-ligaen zurück und trat fortan wieder in der 1. divisjon an. 2021 stieg die Mannschaft in die drittklassige 2. Divisjon ab.

## Erfolge
- 2012 Aufstieg in die GET-ligaen